# Kloster Cotrino
Das Kloster Cotrino (lat. Prioratus simplex B.M.V. de Cutrino; ital. Monastero di S. Maria di Cotrino) ist seit 1627 ein Wallfahrtsort (mit Kloster) und seit 1922 ein Kloster der Zisterzienser in Latiano, Provinz Brindisi, Apulien, Bistum Oria in Italien.

## Geschichte
Der Wallfahrtsort Santa Maria di Cotrino (1 km westlich von Latiano, längs der Viale Mondonuovo) geht zurück auf die wundersame Auffindung eines Gnadenbildes der Madonna mit Jesuskind zu Beginn des 16. Jahrhunderts. Ab 1607 wurden eine Kirche und ein Kloster gebaut. Die Zisterzienser von Kloster Casamari besiedelten den Ort 1922 in Form eines Priorats und bauten um den Kreuzgang des 17. Jahrhunderts herum neue Klostergebäude (1936), ein Seminar (1950) und eine imposante Wallfahrtskirche (1992, die jährliche Wallfahrt findet vom 4. bis 6. Mai statt). Das Kloster besitzt eine Bildergalerie (darin ein Gemälde von Stephan Harding durch Salvatore Murra, 1909–1972), eine historisch reiche Bibliothek, publiziert Bücher und gibt die zweimonatlich erscheinende Zeitschrift Eco del Santuario S. Maria di Cotrino heraus. Es lebt ferner vom Verkauf eigener Naturprodukte. Bemerkenswert ist ein dem Kloster angeschlossener Laienkonvent, die sogenannten Oblati, im deutschen Sprachraum auch Familiaren genannt. 